# Wonderful, Glorious
Albums de Eels
Tomorrow Morning
(2010) The Cautionary Tales of Mark Oliver Everett
(2014)
Wonderful, Glorious est le dixième album du groupe californien Eels.

## Titres
1. Bombs Away
2. Kinda Fuzzy
3. Accident Prone
4. Peach Blossom
5. On the Ropes
6. The Turnaround
7. New Alphabet
8. Stick Together
9. True Original
10. Open My Present
11. You’re My Friend
12. I Am Building a Shine
13. Wonderful, Glorious

Edition deluxe
1. Hold On to Your Hat – 0:46
2. Your Mama Warned You – 3:09
3. I'm Your Brave Little Soldier – 2:51
4. There's Something Strange – 3:13
5. Happy Hour (We're Gonna Rock) – 3:50
6. That's Not Really Funny (Live 2011) – 4:55
7. In My Dreams (Live 2010) – 3:07
8. Prizefighter (Live 2010) – 3:01
9. Looking Up (Live 2011) – 5:06
10. What I Have to Offer (Live at KEXP) – 2:56
11. I Like the Way This Is Going (Live at KEXP) – 2:13
12. Spectacular Girl (Live at KEXP) – 3:32
13. Summer in the City (Live at KEXP) – 2:12

## Line-up
- E – vocals, guitar, production
- The Chet – guitar
- Knuckles – drums
- Koool G Murder – bass guitar
- P-Boo – guitar